# 鈉紅沸石
鈉紅沸石（英語：Barrerite）是一種網矽酸鹽礦物沸石族的一種礦物，也是稀有的沸石之一。其化學是為Na
2(Si
7Al
2)O
18 · 6H2O，通常不會很純，其中部分的鈉容易被鉀或鈣取代，因此有時候寫成(Na,K,Ca)
2(Si
7Al
2)O
18 · 6H2O，與輝沸石和淡紅沸石形成一個完整的固溶體系列。鈉紅沸石的英文名稱命名自紐西蘭出生的化學家理察·馬林·巴勒（Richard Maling Barrer 1910-1996）。

## 性質
鈉紅沸石晶體顏色呈白色至粉色，並帶有玻璃光澤。屬於，常見平板狀晶型，莫氏硬度為3-4，具有一組完全解理，條痕為白色，密度約為2.13。

## 形成與產地
通常形成於深度風化的安山岩或流紋岩的裂縫之中，常與片沸石共生。鈉紅沸石在1974年首次發現於義大利薩丁尼亞島卡利亞里省普拉角的聖艾菲西歐塔（Sant' Efisio Tower）一帶，另外在美國阿拉斯加州庫尤島Rocky Pass亦有發現的紀錄。